# Puértolas
Puértolas é um município da Espanha na província de Huesca, comunidade autónoma de Aragão, de área 99,72 km² com população de 227 habitantes (2007) e densidade populacional de 2,25 hab/km².

## Demografia
| Variação demográfica do município entre 1991 e 2004 | Variação demográfica do município entre 1991 e 2004 | Variação demográfica do município entre 1991 e 2004 | Variação demográfica do município entre 1991 e 2004 |
| --------------------------------------------------- | --------------------------------------------------- | --------------------------------------------------- | --------------------------------------------------- |
| 1991                                                | 1996                                                | 2001                                                | 2004                                                |
| 205                                                 | 219                                                 | 214                                                 | 224                                                 |